# ロンググレイス
ロンググレイスは日本の競走馬、繁殖牝馬。1984年度の優駿賞最優秀5歳以上牝馬。
主戦騎手は秋山忠一（秋山真一郎の父。元調教助手）→河内洋→田原成貴。

## 経歴
中央競馬で競走生活を送る。1983年1月にデビュー。同月に3戦したが勝利を挙げることはできず休養し、6月に復帰した。復帰後は条件戦で4戦3勝と活躍し、鞍上に牝馬の名手河内洋を迎えての重賞初挑戦となった10月のローズステークスも優勝、さらに上がり馬として1番人気に支持されたエリザベス女王杯を優勝、一気に一流馬の仲間入りを果たした。
以降は故障に悩まされながら競走生活を続け、1984年のスポーツニッポン賞金杯を優勝したほか、大阪杯ではカツラギエースの2着、京都大賞典ではスズカコバンの2着、さらに天皇賞（秋）で3着になるなど、牡馬の一線級の競走馬を相手に健闘した。

## 競走成績
以下の内容は、netkeiba.comに基づく。
| 競走日     | 競馬場 | 競走名           | 格      | 距離（馬場）  | 頭 数 | 枠 番 | 馬 番 | オッズ （人気） | 着順 | タイム  | 着差 | 騎手      | 斤量 [kg] | 1着馬（2着馬）         |
| ---------- | ------ | ---------------- | ------- | ------------- | ----- | ----- | ----- | --------------- | ---- | ------- | ---- | --------- | --------- | ---------------------- |
| 1983.01.05 | 京都   | 4歳新馬          |         | ダ1200m（良） | 11    | 8     | 10    | 005.20（2人）   | 03着 | R1:13.4 | -0.5 | 0秋山忠一 | 53        | ジョリーメール         |
| 0000.01.15 | 京都   | 4歳新馬          |         | ダ1200m（良） | 10    | 5     | 5     | 004.40（2人）   | 02着 | R1:14.7 | -0.2 | 0秋山忠一 | 53        | ダイナキューピット     |
| 0000.01.22 | 京都   | 4歳新馬          |         | ダ1400m（良） | 11    | 8     | 11    | 002.60（1人）   | 03着 | R1:26.7 | -0.2 | 0秋山忠一 | 53        | シンツバサ             |
| 0000.06.05 | 阪神   | 4歳未勝利        |         | ダ1200m（良） | 18    | 1     | 1     | 005.60（2人）   | 01着 | R1:12.7 | -1.4 | 0秋山忠一 | 53        | （ワカジャガー）       |
| 0000.06.18 | 中京   | 4歳400万下       |         | ダ1600m（不） | 11    | 4     | 4     | 001.60（1人）   | 01着 | R1:40.8 | -0.6 | 0秋山忠一 | 53        | （スパークルタテヤマ） |
| 0000.07.03 | 中京   | 紫蘭賞           | 800万下 | 芝2000m（重） | 13    | 3     | 3     | 008.90（4人）   | 03着 | R2:04.8 | -0.5 | 0秋山忠一 | 50        | トーヨーダイオー       |
| 0000.08.13 | 函館   | 五稜郭特別       | 800万下 | 芝2000m（良） | 11    | 2     | 2     | 008.40（3人）   | 01着 | R2:00.4 | -0.2 | 0秋山忠一 | 51        | （グレートフィーバー） |
| 0000.10.30 | 京都   | ローズS          | 重賞    | 芝2000m（良） | 14    | 1     | 1     | 012.10（3人）   | 01着 | R2:03.5 | -0.0 | 0河内洋   | 55        | （グローバルダイナ）   |
| 0000.11.20 | 京都   | エリザベス女王杯 | 重賞    | 芝2400m（良） | 18    | 8     | 18    | 004.60（1人）   | 01着 | R2:30.1 | -0.1 | 0河内洋   | 55        | （シャダイソフィア）   |
| 1984.01.05 | 京都   | 金杯（西）       | GIII    | 芝2000m（良） | 17    | 4     | 8     | 004.30（1人）   | 01着 | R2:03.6 | -0.4 | 0田原成貴 | 55        | （ワイドオー）         |
| 0000.04.01 | 阪神   | サンケイ大阪杯   | GII     | 芝2000m（良） | 14    | 6     | 9     | 004.30（2人）   | 02着 | R2:01.0 | -0.4 | 0田原成貴 | 55        | カツラギエース         |
| 0000.08.19 | 函館   | 函館記念         | GIII    | 芝2000m（良） | 14    | 7     | 11    | 004.50（1人）   | 05着 | R2:00.2 | -0.6 | 0田島良保 | 58        | ウインザーノット       |
| 0000.10.07 | 京都   | 京都大賞典       | GII     | 芝2400m（良） | 8     | 7     | 7     | 002.80（1人）   | 02着 | R2:26.5 | -0.7 | 0田原成貴 | 56        | スズカコバン           |
| 0000.10.28 | 東京   | 天皇賞（秋）     | GI      | 芝2000m（良） | 15    | 6     | 11    | 031.70（7人）   | 03着 | R1:59.5 | -0.2 | 0田原成貴 | 56        | ミスターシービー       |
| 0000.12.02 | 阪神   | 阪神大賞典       | GII     | 芝3000m（良） | 10    | 5     | 5     | 004.70（2人）   | 07着 | R3:08.0 | -0.5 | 0田原成貴 | 56        | シンブラウン           |
| 1985.01.06 | 京都   | 金杯（西）       | GIII    | 芝2000m（良） | 10    | 1     | 1     | 002.30（1人）   | 05着 | R2:02.6 | -0.3 | 0田原成貴 | 56        | メジロトーマス         |

## 繁殖成績
引退後は生まれ故郷の天羽牧場、のちに荻伏三好ファームで繁殖牝馬として供用されたが、仔出しが悪く6頭の産駒しか残せなかった。ロングジャッキーが唯一の後継繁殖牝馬だったが、さらなる後継牝馬は出せず、現在ロンググレイスの血は絶えてしまっている。
- 1986年:ロングマスターズ（牡 栗毛 父リアルシャダイ 1戦0勝）
- 1988年:ロングジャッキー（牝 鹿毛 父モガミ）12戦3勝 繁殖牝馬）
- 1991年:ロングボガード（牡 鹿毛 父モガミ 不出走）
- 1994年:ロングハレルヤ（牡 鹿毛 父：モガミ 中央35戦2勝 公営〈笠松〉8戦0勝）
- 1996年:ロングアイリーン（牝 鹿毛 父：フラッシュオブスティール 不出走）
- 1999年:死亡（牡 鹿毛 父ニホンピロウイナー）

## 血統

### 血統表
| ロンググレイスの血統（プリンスリーギフト系 / Nasrullah4×4=12.50% 〈父内〉 ） | ロンググレイスの血統（プリンスリーギフト系 / Nasrullah4×4=12.50% 〈父内〉 ） | ロンググレイスの血統（プリンスリーギフト系 / Nasrullah4×4=12.50% 〈父内〉 ） | （血統表の出典）           | （血統表の出典） |
| 父 *ゲイルーザック Gay Lussac 1969 栃栗毛 イタリア                           | 父の父*ファバージ Faberge 1961 鹿毛 フランス                                 | Princely Gift                                                                | Nasrullah                  | Nasrullah        |
| 父 *ゲイルーザック Gay Lussac 1969 栃栗毛 イタリア                           | 父の父*ファバージ Faberge 1961 鹿毛 フランス                                 | Princely Gift                                                                | Blue Gem                   |                  |
| 父 *ゲイルーザック Gay Lussac 1969 栃栗毛 イタリア                           | 父の父*ファバージ Faberge 1961 鹿毛 フランス                                 | Spring Offensive                                                             | Legend of France           | Legend of France |
| 父 *ゲイルーザック Gay Lussac 1969 栃栗毛 イタリア                           | 父の父*ファバージ Faberge 1961 鹿毛 フランス                                 | Spring Offensive                                                             | Batika                     |                  |
| 父 *ゲイルーザック Gay Lussac 1969 栃栗毛 イタリア                           | 父の母Green as Grass 1963 鹿毛 イギリス                                      | Red God                                                                      | Nasrullah                  | Nasrullah        |
| 父 *ゲイルーザック Gay Lussac 1969 栃栗毛 イタリア                           | 父の母Green as Grass 1963 鹿毛 イギリス                                      | Red God                                                                      | Spring Run                 |                  |
| 父 *ゲイルーザック Gay Lussac 1969 栃栗毛 イタリア                           | 父の母Green as Grass 1963 鹿毛 イギリス                                      | Greensward                                                                   | Count Turf                 | Count Turf       |
| 父 *ゲイルーザック Gay Lussac 1969 栃栗毛 イタリア                           | 父の母Green as Grass 1963 鹿毛 イギリス                                      | Greensward                                                                   | Valse Folle                |                  |
| 母 スイーブ 1968 栗毛 北海道静内町                                           | 母の父*テューダーペリオッド Tudor Period 1957 栃栗毛 イギリス                | Owen Tudor                                                                   | Hyperion                   | Hyperion         |
| 母 スイーブ 1968 栗毛 北海道静内町                                           | 母の父*テューダーペリオッド Tudor Period 1957 栃栗毛 イギリス                | Owen Tudor                                                                   | Mary Tudor                 |                  |
| 母 スイーブ 1968 栗毛 北海道静内町                                           | 母の父*テューダーペリオッド Tudor Period 1957 栃栗毛 イギリス                | Cornice                                                                      | Epigram                    | Epigram          |
| 母 スイーブ 1968 栗毛 北海道静内町                                           | 母の父*テューダーペリオッド Tudor Period 1957 栃栗毛 イギリス                | Cornice                                                                      | Cordon                     |                  |
| 母 スイーブ 1968 栗毛 北海道静内町                                           | 母の母ゴールデンドラゴン 1959 鹿毛 北海道浦河町                              | *ヒンドスタン Hindostan                                                      | Bois Roussel               | Bois Roussel     |
| 母 スイーブ 1968 栗毛 北海道静内町                                           | 母の母ゴールデンドラゴン 1959 鹿毛 北海道浦河町                              | *ヒンドスタン Hindostan                                                      | Sonibai                    |                  |
| 母 スイーブ 1968 栗毛 北海道静内町                                           | 母の母ゴールデンドラゴン 1959 鹿毛 北海道浦河町                              | 第五カナデアンガール                                                         | *セフト                    | *セフト          |
| 母 スイーブ 1968 栗毛 北海道静内町                                           | 母の母ゴールデンドラゴン 1959 鹿毛 北海道浦河町                              | 第五カナデアンガール                                                         | *カナデアンガール F-No.2-r |                  |

### 近親
- 兄弟
  - ロングイーグル（1978年生、牡、父：トライバルチーフ） - 菊花賞3着
  - ファイアーダンサー（1981年生、牝、父：アローエクスプレス） - 京都牝馬特別
  - ロングニュートリノ（1985年生、牡、父：ノーザンテースト） - 東海大賞典、名古屋大賞典、サマーカップ2回。引退後は種牡馬に。おもな産駒は京浜盃勝ちのサワライチバン、日本国内記録である「179連敗」をマークした園田競馬場所属のカンムリホルダー。
  - ロングシンホニー（1986年生、牡、父：パーソロン） - ウィナーズサークルが勝った1989年の東京優駿で中京、京都で未勝利からオープン特別まで3連勝していたため「関西の秘密兵器」と言われ1番人気に支持されたが5着。のちに東海公営に移籍し東海桜花賞を勝つ。
- 姪
  - ラッキーオカメ（1982年生、牝）- 北九州記念。半姉ロングアッシュ（1974年生）の仔
  - キストゥヘヴン（2003年生、牝） - 桜花賞優勝。半妹ロングバージン（1987年生）の仔
- そのほかの近親
  - セフティーエンペラ（1999年生、牡→セン） - 福島記念優勝。半姉トーキード（1975年生）の孫